# Metania vesparioides
Metania vesparioides är en svampdjursart som först beskrevs av Annandale 1908.  Metania vesparioides ingår i släktet Metania och familjen Metaniidae. Inga underarter finns listade i Catalogue of Life.